# サンディ・ジャーディン
サンディ・ジャーディン（Sandy Jardine、1948年12月31日 －2014年4月24日）は、スコットランド・エディンバラ出身の元サッカー選手。現役時代のポジションはフルバック。スコットランド代表として38キャップを数え、2度のワールドカップに出場した。1966年から1982年までレンジャーズFCでプレーし、1986年から2シーズンは、アレックス・マクドナルドトと連名でハート・オブ・ミドロシアンFCのプレーイングマネージャーを務めた。

## タイトル
レンジャーズ
- UEFAカップウィナーズカップ : 1971-72
- スコテッシュプレミアリーグ : 1974–75, 1975–76, 1977–78
- スコティッシュカップ : 1972–73, 1975–76, 1977–78, 1978–79, 1980–81
- スコティッシュリーグカップ : 1970–71, 1975–76, 1977–78, 1978–79, 1981–82

個人タイトル
- スコットランド・サッカー記者協会年間最優秀選手賞 : 1974–75, 1985–86
- スコットランドサッカーの殿堂 : 2006
- レンジャーズの殿堂